# Allospezies
Die Allospezies (von griech. allos = anderer, anders oder fremd und lat. species = Art) auch Allospecies, sind nahe verwandte, aber ausschließlich allopatrisch vorkommende Populationen.
Der morphologische Unterschied  zwischen ihnen ist deutlicher als bei Unterarten. Der früher gebräuchliche Name Semispezies findet heute in einem engeren Sinn Anwendung.
In freier Natur begegnen die Vertreter der Allospezies sich auf Grund von geographischen Barrieren nicht. Daher sind ihre Partnererkennungssysteme oft nicht besonders spezifisch ausgeprägt, so dass es bei Kontakt in Gefangenschaft zwischen den Allospezies zur Vermischung kommt. Zwei oder mehrere Allospezies können deswegen auch zu Superspezies zusammengefasst werden.
Der Begriff Allospezies ist keine Kategorie im Rahmen der biologischen Systematik, sondern soll nur ein bestimmtes Stadium im Speziationsprozess erkennbar machen.

## Beispiele
Der nordamerikanische Bison und der eurasische Wisent sind Allospezies. Sie können im Zoo vollständig fertil gekreuzt werden, also fortpflanzungsfähige Nachkommen miteinander zeugen, ebenso wie der nordamerikanische Wapiti und der europäische Rothirsch. Als diese beiden Arten auf Neuseeland eingebürgert wurden, traten gemischte Gruppen und Bastardisierungen auf.
Ebenfalls Allospezies sind die Platanenarten Platanus occidentalis, die in Nordamerika vorkommt, und Platanus orientalis, die ursprünglich aus Kleinasien stammt. Nachdem beide Arten nach Europa eingeführt wurden, traten schon im 17. Jahrhundert Bastarde auf. Der Bastard Platanus x hybrida ist winterfest, widerstandsfähig und heute ein weit verbreiteter Alleebaum, vor allem in Großstädten.